# هوانگچولبونگ
هوانگچولبونگ (به لاتین: Hwangcheolbong) یک کوه و قله در کره جنوبی است که در کره جنوبی واقع شده‌است. هوانگچولبونگ ۱٬۳۸۱ متر بالاتر از سطح دریا واقع شده‌است.